# Qualificazioni al campionato mondiale di calcio a 5 2020 - CONMEBOL
Il torneo sudamericano di qualificazione alla FIFA Futsal World Cup 2021 è stato disputato dalle nazionali sudamericane dal 1° all'8 febbraio 2020.

## Sorteggio
Il sorteggio dei gironi si è svolto il 15 gennaio 2020 a Carlos Barbosa, in Brasile. Le 10 squadre sono state divise in 2 gironi da cinque squadre ciascuno.
| 1ª urna           | 2ª urna          | 3ª urna            | 4ª urna         | 5ª urna   |
| ----------------- | ---------------- | ------------------ | --------------- | --------- |
| Brasile Argentina | Paraguay Uruguay | Venezuela Colombia | Bolivia Ecuador | Cile Perù |

## Fase a gironi
Gli orari indicati si intendono locali, BRT (UTC-3).

### Gruppo A
| Squadra  | Pti | G | V | N | P | GF | GS | DR  |
| -------- | --- | - | - | - | - | -- | -- | --- |
| Brasile  | 12  | 4 | 4 | 0 | 0 | 21 | 0  | +21 |
| Paraguay | 9   | 4 | 3 | 0 | 1 | 11 | 5  | +6  |
| Colombia | 6   | 4 | 2 | 0 | 4 | 9  | 9  | 0   |
| Perù     | 1   | 4 | 0 | 1 | 3 | 4  | 15 | -11 |
| Ecuador  | 1   | 4 | 0 | 1 | 3 | 4  | 20 | -16 |

| Carlos Barbosa 1º febbraio 2020, ore 16:00 | Brasile | 3 – 0 (1-0) referto | Colombia | Centro de Eventos Sérgio Luiz Guerra |

| Carlos Barbosa 1º febbraio 2020, ore 20:00 | Perù | 2 – 2 (2-1) referto | Ecuador | Centro de Eventos Sérgio Luiz Guerra |

| Carlos Barbosa 2 febbraio 2020, ore 16:00 | Brasile | 2 – 0 (1-0) referto | Paraguay | Centro de Eventos Sérgio Luiz Guerra |

| Carlos Barbosa 2 febbraio 2020, ore 20:00 | Colombia | 5 – 1 (3-0) referto | Ecuador | Centro de Eventos Sérgio Luiz Guerra |

| Carlos Barbosa 3 febbraio 2020, ore 18:00 | Perù | 1 – 3 (0-1) referto | Colombia | Centro de Eventos Sérgio Luiz Guerra |

| Carlos Barbosa 3 febbraio 2020, ore 20:00 | Ecuador | 1 – 2 (0-1) referto | Paraguay | Centro de Eventos Sérgio Luiz Guerra |

| Carlos Barbosa 5 febbraio 2020, ore 16:00 | Brasile | 11 – 0 (7-0) referto | Ecuador | Centro de Eventos Sérgio Luiz Guerra |

| Carlos Barbosa 5 febbraio 2020, ore 20:00 | Perù | 1 – 5 (0-2) referto | Paraguay | Centro de Eventos Sérgio Luiz Guerra |

| Carlos Barbosa 6 febbraio 2020, ore 18:00 | Paraguay | 4 – 1 (1-1) referto | Colombia | Centro de Eventos Sérgio Luiz Guerra |

| Carlos Barbosa 6 febbraio 2020, ore 20:00 | Brasile | 5 – 0 (2-0) referto | Perù | Centro de Eventos Sérgio Luiz Guerra |

### Gruppo B
| Squadra   | Pti | G | V | N | P | GF | GS | DR  |
| --------- | --- | - | - | - | - | -- | -- | --- |
| Argentina | 12  | 4 | 4 | 0 | 0 | 14 | 3  | +11 |
| Venezuela | 9   | 4 | 3 | 0 | 1 | 12 | 5  | +7  |
| Uruguay   | 6   | 4 | 2 | 0 | 2 | 7  | 10 | -3  |
| Cile      | 3   | 4 | 1 | 0 | 3 | 11 | 11 | +0  |
| Bolivia   | 0   | 4 | 0 | 0 | 4 | 1  | 16 | -15 |

| Carlos Barbosa 1º febbraio 2020, ore 14:00 | Uruguay | 2 – 0 (0-0) referto | Bolivia | Centro de Eventos Sérgio Luiz Guerra |

| Carlos Barbosa 1º febbraio 2020, ore 18:00 | Argentina | 2 – 1 (1-0) referto | Venezuela | Centro de Eventos Sérgio Luiz Guerra |

| Carlos Barbosa 2 febbraio 2020, ore 14:00 | Venezuela | 3 – 0 (2-0) referto | Bolivia | Centro de Eventos Sérgio Luiz Guerra |

| Carlos Barbosa 2 febbraio 2020, ore 18:00 | Argentina | 4 – 1 (3-1) referto | Cile | Centro de Eventos Sérgio Luiz Guerra |

| Carlos Barbosa 3 febbraio 2020, ore 14:00 | Uruguay | 1 – 5 (1-1) referto | Venezuela | Centro de Eventos Sérgio Luiz Guerra |

| Carlos Barbosa 3 febbraio 2020, ore 16:00 | Cile | 6 – 1 (2-1) referto | Bolivia | Centro de Eventos Sérgio Luiz Guerra |

| Carlos Barbosa 5 febbraio 2020, ore 14:00 | Uruguay | 3 – 2 (0-0) referto | Cile | Centro de Eventos Sérgio Luiz Guerra |

| Carlos Barbosa 5 febbraio 2020, ore 18:00 | Argentina | 5 – 0 (3-0) referto | Bolivia | Centro de Eventos Sérgio Luiz Guerra |

| Carlos Barbosa 6 febbraio 2020, ore 14:00 | Cile | 2 – 3 (1-1) referto | Venezuela | Centro de Eventos Sérgio Luiz Guerra |

| Carlos Barbosa 6 febbraio 2020, ore 16:00 | Argentina | 3 – 1 (1-0) referto | Uruguay | Centro de Eventos Sérgio Luiz Guerra |

## Fase ad eliminazione diretta

### Tabellone
|  | Semifinali | Semifinali | Semifinali |           |         | Finale          | Finale          | Finale          |  |
|  |            |            |            |           |         |                 |                 |                 |  |
|  | Brasile    | Brasile    | 3          |           |         |                 |                 |                 |  |
|  | Brasile    | Brasile    | 3          |           |         |                 |                 |                 |  |
|  | Venezuela  | Venezuela  | 0          |           |         |                 |                 |                 |  |
|  | Venezuela  | Venezuela  | 0          |           | Brasile | Brasile         | 1               |                 |  |
|  |            |            |            |           | Brasile | Brasile         | 1               |                 |  |
|  |            |            | Argentina  | Argentina | 3       |                 |                 |                 |  |
|  | Argentina  | Argentina  | Argentina  | Argentina | 3       | 2               |                 |                 |  |
|  | Argentina  | Argentina  |            |           |         | 2               |                 |                 |  |
|  | Paraguay   | Paraguay   | 0          |           |         | Finale 3º posto | Finale 3º posto | Finale 3º posto |  |
|  | Paraguay   | Paraguay   | 0          |           |         |                 |                 |                 |  |
|  |            |            |            |           |         |                 |                 |                 |  |
|  |            |            |            |           |         | Venezuela       | Venezuela       | 2               |  |
|  |            |            |            |           |         | Venezuela       | Venezuela       | 2               |  |
|  |            |            |            |           |         | Paraguay        | Paraguay        | 6               |  |

|  | Finale 5º posto |   |
|  |                 |   |
|  | Colombia        | 4 |
|  | Colombia        | 4 |
|  | Uruguay         | 0 |
|  | Uruguay         | 0 |

|  | Finale 7º posto |      |
|  |                 |      |
|  | Perù            | 1(4) |
|  | Perù            | 1(4) |
|  | Cile (dcr)      | 1(5) |
|  | Cile (dcr)      | 1(5) |

|  | Finale 9º posto |   |
|  |                 |   |
|  | Ecuador         | 2 |
|  | Ecuador         | 2 |
|  | Bolivia         | 0 |
|  | Bolivia         | 0 |

### Semifinali
| Carlos Barbosa 8 febbraio 2020, ore 11:00 | Brasile | 3 – 0 (2-0) referto | Venezuela | Centro de Eventos Sérgio Luiz Guerra |

| Carlos Barbosa 8 febbraio 2020, ore 13:00 | Argentina | 2 – 0 (2-0) referto | Paraguay | Centro de Eventos Sérgio Luiz Guerra |

### Finale 9º posto
| Carlos Barbosa 8 febbraio 2020, ore 15:00 | Ecuador | 2 – 0 (0-0) referto | Bolivia | Centro de Eventos Sérgio Luiz Guerra |

### Finale 7º posto
| Carlos Barbosa 8 febbraio 2020, ore 17:00 | Perù                 | 1 – 1 (1-1) referto | Cile | Centro de Eventos Sérgio Luiz Guerra |
| Tiri di rigore 4 – 5                      |                      |                     |      |                                      |
|                                           |                      |                     |      |                                      |
|                                           | Tiri di rigore 4 – 5 |                     |      |                                      |

### Finale 5º posto
| Carlos Barbosa 8 febbraio 2020, ore 19:00 | Colombia | 4 – 0 (2-0) referto | Uruguay | Centro de Eventos Sérgio Luiz Guerra |

### Finale 3º posto
| Carlos Barbosa 9 febbraio 2020, ore 11:00 | Venezuela | 2 – 6 (1-2) referto | Paraguay | Centro de Eventos Sérgio Luiz Guerra |

### Finale
| Carlos Barbosa 9 febbraio 2020, ore 13:00 | Brasile | 1 – 3 (1-1) referto | Argentina | Centro de Eventos Sérgio Luiz Guerra |

## Classifica finale
| Squadre qualificate alla FIFA Futsal World Cup 2020 |

| Rank    | Team      |
| ------- | --------- |
| Oro     | Argentina |
| Argento | Brasile   |
| Bronzo  | Paraguay  |
| 4       | Venezuela |
| 5       | Colombia  |
| 6       | Uruguay   |
| 7       | Cile      |
| 8       | Perù      |
| 9       | Ecuador   |
| 10      | Bolivia   |

## Squadre qualificate al campionato mondiale
Le seguenti squadre si sono qualificate alla FIFA Futsal World Cup 2021:
| Qualificate | Pres. | Ult. | Miglior risultato                       |
| ----------- | ----- | ---- | --------------------------------------- |
| Brasile     | 9ª    | 2016 | Campione (1989, 1992, 1996, 2008, 2012) |
| Venezuela   | 1ª    | /    | Esordiente                              |
| Argentina   | 9ª    | 2016 | Campione (2016)                         |
| Paraguay    | 7ª    | 2016 | Quarti di finale (2016)                 |